# 葡萄牙民主转型
葡萄牙民主转型是指1974年—1976年葡萄牙的重新民主化进程。它始于1974年4月25日康乃馨革命爆发、“新国家”独裁政权垮台、葡萄牙第三共和国建立，结束于1976年4月25日新宪法生效。